# Ironoquia punctatissima
Ironoquia punctatissima là một loài Trichoptera trong họ Limnephilidae. Chúng phân bố ở miền Tân bắc.